# Si pruebas una vez
"Si pruebas una vez" é uma canção da dupla americana de música pop Ha*Ash. Foi lançado pela Sony Music Latin em 2 de novembro  de 2004 como single. É o segundo single do seu álbum de estúdio Ha*Ash (2003).

## Composição e desempenho comercial
Foi lançado exclusivamente para o México, como o quinto single de seu primeiro álbum auto-intitulado Ha*Ash em 2 de novembro de 2004.  "Si pruebas una vez" foi escrito por Juan Luis Broissin e Ángela Dávalos, enquanto Áureo Baqueiro produziu a música. A canção atingiu a quinto posição da mais ouvida nas rádios do México. Foi parte da edição especial do primeiro álbum ao vivo das irmãs Primera fila: Hecho Realidad em 2015, desta vez produzido por George Noriega, Tim Mitchell e Pablo De La Loza.

## Vídeo musical

### VersãoPrimera fila: Hecho Realidad
A música não tem um vídeo oficial para a promoção de seu primeiro álbum, no entanto em 20 de novembro de 2015 foi estreada no canal do duo no YouTube, um vídeo da versão ao vivo do tema incluído na edição especial do DVD do álbum da Primera Fila: Hecho Realidad. Foi dirigido por Nahuel Lerena. Foi gravado em Lake Charles, Luisiana, e filmado ao lado de um coral gospel na mesma igreja onde Ashley e Hanna começaram a cantar aos cinco e seis anos de idade, respectivamente.

## Desempenho nas tabelas musicais
| Tabela musical (2004)     | Maior posição |
| ------------------------- | ------------- |
| México - (Monitor Latino) | 5             |

## Histórico de lançamento
| Região       | Data                  | Formato | Gravadora        | Ref.  |
| ------------ | --------------------- | ------- | ---------------- | ----- |
| Mundialmente | 2 de novembro de 2004 | Airplay | Sony Music Latin | [ 1 ] |